# 飛鳥寛栗
飛鳥 寛栗（あすか かんりつ、1915年7月5日 - 2016年9月30日）は、浄土真宗の僧、仏教音楽研究家、元飛鳥山善興寺住職。近代日本の仏教音楽を体系化した人物である。
浄土真宗本願寺派善興寺（富山県高岡市）に生まれる。父は、同寺第17代住職で、浄土真宗本願寺派の監正局長をつとめた飛鳥寛徹。1939年龍谷大学文学部仏教学科卒業。学校法人清光学園清光女子高等学校（現高岡龍谷高校）初代常務理事、浄土真宗本願寺派教学伝道研究センター顧問をはじめ、財団法人国際仏教文化協会顧問や社会福祉法人中田保育園理事長などを歴任。仏教音楽コレクション・Ａ主宰（現在は相愛大学の図書館に寄贈）。東洋音楽学会会員。善興寺第18代住職。2010年、仏教伝道文化賞功労賞ならびに龍谷大学龍谷賞を受賞した。

## 著書
- 『ぜんこっさまのにょらいさま』般若一郎絵　清文堂書店 豆本・あすか 1989
- 『力じまんの黒すけ』般若一郎絵　清文堂書店 豆本・あすか 1989
- 『それは仏教唱歌から始まった 戦前仏教洋楽事情』樹心社 1999
- 『仏教音楽への招待』本願寺出版社 2008
- 『棟方志功・越中ものがたり』桂書房 2013
- 『越中僧・薩摩開教の記憶』桂書房2015

### 共編著
- 『善興寺史誌』編著 善興寺 1984
- 『うたのおくりもの仏教童謡名曲100選』編 法蔵館 2003
- 『日本仏教洋楽資料年表』編 法藏館 2008
- 天納伝中,岩田宗一,播磨照浩共編著『仏教音楽辞典』法蔵館、1995

## 注
1. 1 2 3 4 5  “校友から学ぶ 72号”. 龍谷大学 校友会. 2022年3月15日閲覧。
2. 1 2  “飛鳥山善興寺 » 第18世住職 法音院釋寛栗法師 往生” (2016年10月7日). 2023年7月17日閲覧。
3. 1 2 3 4 5 6  “飛鳥 寛栗 - 法藏館 おすすめ仏教書専門出版と書店（東本願寺前）－仏教の風410年”. pub.hozokan.co.jp. 2022年3月15日閲覧。
4. ↑  “龍谷人 | 飛鳥 寛栗さん”. www.ryukoku.ac.jp. 2022年3月15日閲覧。